# Јужни (Дински рејон)
Јужни (рус. Южный) насељено је место полуурбаног типа (варошица) на југозападу европског дела Руске Федерације. Налази се у централном делу Краснодарске покрајине и административно припада њеном Динском рејону.
Према подацима националне статистичке службе РФ за 2016. у насељу су живела 6.382 становника.

## Географија
Насеље Јужни се налази у централном делу Краснодарске покрајине на неких 10 километара северно од покрајинског центра Краснодара, односно на око 18 км западно од рејонског центра, станице Динскаје. Насеље лежи у јужном делу Кубањско-приазовске степе на надморској висини од око 39 m.

## Историја
Савремено насеље Јужни развило се из живинарског совхоза „Кубањски № 19” основаног 1929. северно од града Краснодара.

## Демографија
Према подацима са пописа становништва 2010. у селу је живело 5.121 становника, док је према проценама за 2017. ту живело 6.382 становника.
| 1989. | 2002. | 2010. | 2017. |
| ----- | ----- | ----- | ----- |
| [ 2 ] | 4.447 | 5.121 | 6.382 |